# Th (диграф)
Th — диграф латинської абетки, найпоширеніший серед диграфів англійської мови.

## Вибухові приголосні

### Сполучення /t.h/
Буквосполучення th може позначати збіг двох приголосних /t/ та /h/, зокрема, в англійському слові knighthood. У цьому разі воно диграфом не є, оскільки не позначає єдиний приголосний звук.

### Глухий /tʰ/ з придихом
Диграф th було введено до латинської мови для передачі літери «тета» (Θ, θ) у запозиченнях із грецької. Тета вимовлялася як глухий приголосний із придихом (/tʰ/) у класичній грецькій та койне.
th використовується в різних академічних системах транслітерації для передачі літер, які у своїй мові вимовляються як /tʰ/. Наприклад, відповідно до системи латинізації тайської мови, th відповідає ряду літер зі звуком /tʰ/.

### /t/
Оскільки ані /tʰ/, ані /θ/ початково не належали до латинської мови, диграф th згодом набув звукового значення /t/. З етимологічних причин написання відповідних слів збереглося. Подібним чином згодом це перейшло до німецької, французької та інших мов, де th вживається у давньогрецьких запозиченнях, проте вимовляється як /t/.
Свого часу в англійській, французькій та німецькій мовах вживання th поширилося на інші слова без етимологічних причин, проте в сучасних нормах орфографії більшою мірою подібне вживання скасовано. Прикладом неетимологічного th в англійській є назва річки Thames від середньоанглійського Temese.
Також в англійській мові th вимовляється як /t/ у запозиченнях з німецької чи французької, зокрема Neanderthal. Англійське ім'я Томас (Thomas) має першим звуком /t/, оскільки це нормандське запозичення.
У транскрипції австралійських мов th позначає зубний приголосний /t̪/, аналогічний українському т.

## Зубні фрикативні приголосні

### Глухий /θ/
У період Пізньої Античності грецька фонема, представлена літерою θ, перейшла від звуку /tʰ/ з придихом до фрикативного /θ/. Це вплинуло на вимову диграфа th, який почав вживатися на позначення /θ/ у деяких мовах із цим звуком. Латинська абетка давньоанглійської мови запозичила рунічні літери þ та ð, які позначали цей звук. Ці літери в середньоанглійській мові були витіснені диграфом th.
Серед мов, у яких th позначає звук /θ/, — албанська та валлійська. В обох мовах вважається окремою літерою, що стоїть в абетці між t та u. У давньоверхньонімецькій мові диграф вживався раніше, допоки звуки /θ/ та /ð/ не перейшли в /d/.

### Дзвінкий /ð/
В англійській мові th позначає дзвінкий зубний фрикативний /ð/. З часів давньоанглійської мови літери þ та ð не розрізнялися і позначали звуки /θ/ та /ð/. З XV століття ці літери поступово замінив диграф th.
З англійської мови таке використання перейшло до джерсійського діалекту норманської мови (Jèrriais), де /ð/ відповідає французькому /r/.

## Ірландська та шотландська кельтська
У ірландській та шотландській кельтській мовах th позначає ленітовану форму /t/. У більшості випадків цей звук переходить у /h/ на початку слів. Наприклад (обидві мови): toil [tɛlʲ] 'воля' → do thoil [də hɛlʲ] 'твоя воля'.
Це використання диграфів відрізняється від інших, які походять з латини. Хоча є імовірність того, що наявність диграфів з h у латинській вплинула на кельтські мови, їхня відповідність фонемам заснована виключно на власній логіці кельтських мов.
У кінці слова в ірландській та шотландській ленітований /t/ не вимовляється, напр. шотл. гел. sgith /skiː/ «втомлений». Інколи, але рідко, він не вимовляється і на початку слова: шотл. гел. thu /uː/ «ти».